# Squier M80
La Squier M80 è una chitarra elettrica prodotta da Squier, una marca sotto proprietà della Fender che ne produce copie autorizzate della maggior parte dei modelli, a basso costo.

## Caratteristiche tecniche
La chitarra ha il body di Tiglio, il manico di mogano e la tastiera di palissandro, tutti legni facilmente reperibili vicino ai luoghi di produzione situati in Cina e in Indonesia. I pickup sono due Humbucker Duncan designed poggiati direttamente sul body, infatti la chitarra non possiede un battipenna. la lunghezza del manico è pari a 24.75" e possiede 21 fret.